# یارسلاو پروخا
یارُسلاو پروخا (چکی: Jaroslav Průcha; ۲۴ آوریل ۱۸۹۸ – ۲۵ آوریل ۱۹۶۳) بازیگر سینمای چکسلواکی بود. او بین سالهای ۱۹۲۹ تا ۱۹۶۳ در بیش از ۵۰ فیلم ظاهر شد. او در گورستان ویشهراد به خاک سپرده شده‌است.
از فیلم‌ها یا برنامه‌های تلویزیونی که وی در آن نقش داشته‌است می‌توان به قصه‌های چاپک، گردان اشاره کرد.